# Lade (Trondheim)
 For alternative betydninger, se Lade (flertydig). (Se også artikler, som begynder med Lade)
Lade (gammelnorsk: Hlaðir, ladested) er en lille bydel på Ladehalvøen nordøst i Trondheim, Norge. Bydelen ligger ved Trondheimsfjorden og har flere af Trondheims få strande. Bydelen har omkring 6.000 indbyggere.
I Lade findes indkøbscentrene City Lade, Lade Arena, Sirkus Shopping, samt en række interiørforretninger. i Lade ligger også Ringve botaniske have, Ringve Museum og Ringve videregående skole. Områdets kirke, Lade Kirke, er bygget omkring 1190 og regnes blandt en af de ældste stenkirker i Norge.
Tidligere var også NTNU repræsenteret i Lade, men den tidligere universitetsbygning er nu ombygget til lejlighedskomplekserne "Ladeporten", "Livet på Lade" og Håkon Magnusson kooperativ (tidligere "Lade ungdomsboliger" og "Startbo Lade").
Under 2. verdenskrig havde tyske Luftwaffe flyveplads for jagerfly i Lade. Driften af flyvepladsen fortsatte til civilt brug frem til 1965. Kun en enkelt hangar står tilbage som minde fra denne perioden. Landingsstriberne udgør i dag vejen Haakon VIIs gate .
Ladestien er en tursti som går langs stranden fra det gamle ladestedet (udskibningshavn for handel) under Ladehammeren til Rotvoll, Grilstad og Ranheimsfjæra .

## Lade gård
På hver sin bakke i landskabet ved Lade Allé ligger Lade gård, Ringve gård, Devle gård og Leangen (Nordre) gård. Fra hver af gårdene er der udsigt vandet. Lade gård kan føre sin historie tilbage til den gang den var hovedsæde for ladejarlerne. Jarlerne var egentlig overherrer over Hålogaland, men i løbet af den tidlige vikingtid ekspanderede de sydover og underlagde sig også Trøndelag. Dette spillede senere en rolle i samlingen af hele riget.

## Ladejarlene
- Håkon Grjotgardsson
- Sigurd Håkonsson
- Håkon Sigurdsson
- Eirik Håkonsson
- Svein Håkonsson
- Håkon Eiriksson

## Fjeldrensningsanlæg
Ladehammeren rensningsanlæg er et fjeldrensningsanlæg på Lade som renser afløbsvand fra 115.000 personer i østdelen af Trondheim by. Renset spildevand slippes ud i Trondheimsfjorden på 42 meters dybde 300 meter fra land.